# Impetus
O ímpeto (impetus) é um passo de dança de salão usado na valsa, foxtrote e, quickstep. O ímpeto aberto é uma das várias maneiras de entrar na posição de passeio e é usado para virar os dançarinos na esquina ou mudar sua direção na pista de dança, geralmente é realizado após uma curva natural . 
O ímpeto aberto tem menos giro do que o ímpeto fechado. O ímpeto fechado permanece na posição fechada, enquanto o ímpeto aberto termina em posição de passeio aberto. Ambos têm uma virada de calcanhar para o homem, ou seja, ele vira o calcanhar esquerdo na segunda batida.

## ímpeto fechado
Líder (homem)
| Bater | Posição do pé                                            | Alinhamento                                                 | quantidade de turno        | trabalho de pés        |
| ----- | -------------------------------------------------------- | ----------------------------------------------------------- | -------------------------- | ---------------------- |
| 1     | Pé esquerdo para trás                                    | Linha de dança de apoio                                     | Comece a virar à direita   | Toe – calcanhar        |
| 2     | Feche o pé direito com o pé esquerdo (virar o calcanhar) | Voltado para o centro diagonal                              | vire à direita entre 1 e 2 | Calcanhar – dedo do pé |
| 3     | Pé esquerdo lateral e ligeiramente para trás             | Terminar apoiando o centro diagonal contra a linha de dança | vire à direita entre 2 e 3 | Toe – calcanhar        |
| 1     | pé direito atrás                                         | Apoiando o centro diagonal contra a linha de dança          |                            | Dedo do pé             |

Seguidora (senhora)
| Bater | Posição do pé                                                    | Alinhamento                  | quantidade de turno        | trabalho de pés        |
| ----- | ---------------------------------------------------------------- | ---------------------------- | -------------------------- | ---------------------- |
| 1     | Pé direito para a frente                                         | Enfrentando a linha de dança | Comece a virar à direita   | Calcanhar – dedo do pé |
| 2     | Pé esquerdo para o lado                                          | Centro diagonal de apoio     | vire à direita entre 1 e 2 | Dedo do pé             |
| 3     | Diagrama do pé direito para a frente tendo roçado no pé esquerdo | Parede diagonal de apoio     | vire à direita entre 2 e 3 | Toe – calcanhar        |
| 1     | Pé esquerdo para a frente                                        | Parede diagonal de apoio     |                            | Salto                  |

## ímpeto aberto
O ímpeto aberto é uma variação do programa Silver do ímpeto fechado.
Líder (homem)
Comece na posição fechada, apoiando a linha de dança .
| Bater | Posição do pé                                                      | Alinhamento                    | quantidade de turno        | trabalho de pés        |
| ----- | ------------------------------------------------------------------ | ------------------------------ | -------------------------- | ---------------------- |
| 1     | Pé esquerdo para trás                                              | Linha de dança de apoio        | Comece a virar à direita   | Toe – calcanhar        |
| 2     | Feche o pé direito com o pé esquerdo (virar o calcanhar)           | Voltado para o centro diagonal | vire à direita entre 1 e 2 | Calcanhar – dedo do pé |
| 3     | Pé esquerdo diagonalmente para a frente na posição de passeio (PP) | centro diagonal                |                            | Toe – calcanhar        |

Seguidora (senhora)
Comece na posição fechada, de frente para a linha de dança.
| Bater | Posição do pé                                           | Alinhamento                                              | quantidade de turno                                   | trabalho de pés        |
| ----- | ------------------------------------------------------- | -------------------------------------------------------- | ----------------------------------------------------- | ---------------------- |
| 1     | Pé direito para a frente                                | Enfrentando a linha de dança                             | Comece a virar à direita                              | Calcanhar – dedo do pé |
| 2     | Lado do pé esquerdo. Escove o pé direito no pé esquerdo | De frente para a parede diagonal contra a linha de dança | vire à direita entre 1 e 2                            | Dedo do pé             |
| 3     | Lado do pé direito em PP                                | centro diagonal                                          | virar para a direita entre 2 e 3 (o corpo vira menos) | Toe - calcanhar        |